# Joseph Boulnois
Pour les articles homonymes, voir Boulnois.
Joseph Boulnois, né à Verneuil-en-Halatte le 28 janvier 1884, mort à l'hôpital militaire de Chalaines le 20 octobre 1918, est un organiste et compositeur français.

## Biographie
Joseph Boulnois a fait ses études musicales au Conservatoire de Paris, où il étudie le contrepoint avec Georges Caussade et l'orgue avec Louis Vierne. En 1906, il épouse la pianiste Jane Chevalier qui lui donne un fils l'année suivante, Michel Boulnois, qui sera aussi compositeur et organiste. 
En 1908, il est nommé à l'orgue de l'église Sainte-Élisabeth-du-Temple, dans le 3e arrondissement de Paris. Il y reste peu de temps et est nommé à l'orgue de l'église Saint-Louis-d'Antin dans le 9e arrondissement de Paris. En 1909, il est chef de chant à l'Opéra-Comique. Il demeure très actif dans le domaine des concerts, notamment en étant le cofondateur avec Marc de Ranse, des Concerts spirituels de Saint-Louis d'Antin.[réf. souhaitée]; Il joue également en l' Église Saint-Dominique de Paris 14e arrondissement.
Après le début de la guerre, Joseph Boulnois est mobilisé à l'hôpital Février de Châlons-sur-Marne, où il est infirmier à partir du 1er janvier 1915. Nommé caporal le 26 mars 1915, il devient sergent le 19 octobre 1916. 
Durant cette période, Joseph Boulnois produit ses œuvres les plus importantes : la Sonate pour piano, la Suite en 5 parties pour piano et violoncelle, le Trio pour piano, violon et violoncelle). 
Ayant contracté la grippe espagnole, Joseph Boulnois est hospitalisé le 15 octobre 1918. Il meurt cinq jours plus tard, à trois semaines de l'Armistice, et est reconnu "mort pour la France".

### Prix[4]
- 1901 : 1er accessit d'harmonie (classe d'Antoine Taudou)
- 1905 : 1er prix d'orgue (classe d'Alexandre Guilmant)
- 1908 : 2d Prix de fugue (classe de Charles Lenepveu)
- 1910 : 1er Prix d'accompagnement au piano (classe de Paul Vidal)

## Œuvres principales
Orchestre :
- Sonate pour piano et petit orchestre
- Rhapsodie
- Marine
- Symphonie funèbre (inachevée)
- La Toussaint (1903), orchestration d’Édouard Mignan (1919)

Piano :
- Menuet pastoral
- Choral en fa dièse mineur
- La Toussaint (1903)
- Madrigal
- Pavane
- Scherzino
- Gigue
- Toccata, dédiée à son épouse Jane Chevalier
- La Basilique (1918)
- Sonate (1918)
- Sainte Cécile au milieu d'un grand concert des anges (1918)

Orgue :
- Quatre pièces brèves en ré (1912)

Musique de chambre :
- Quatuor à cordes (1916)
- Sonate pour violon et piano
- Sonate pour violoncelle piano, dédiée à Gérard Hekking (1917)
- Suite en cinq parties pour piano et violoncelle (1918)
- Trio pour piano, violon et violoncelle (1918)
- Noël, pour violon et piano
- Hiver, Neige, Noël, suite pour violoncelle et piano
- Hymne à Bacchus, pour violoncelle
- Jeux, pour violoncelle et piano
- Musette et Bidon, suite pour violoncelle
- Perdus dans un rêve, pour violoncelle et piano

Mélodies :
- Pastorale, sur un poème de Maurice Rollinat (1908)
- Accompagnement, poème d’A. Samoin (1912)
- Les Roses de Saâdi, poème de Marceline Desbordes-Valmore (1915)
- Nous n’irons plus au bois, poème de Théodore de Banville (1915)
- Souvenir, poème d’André Chénier (1916)
- La Flûte, poème d’André Chénier (1916)
- Recueillement, poème de Charles Baudelaire (1916)
- Trois Sonnets, poème de Charles-Augustin Sainte-Beuve (1917)
- L’Ascension, poème de Charles-Augustin Sainte-Beuve (1917)
- La Mort des Amants, sur un poème de Maurice Rollinat
- La Biche, sur un poème de Maurice Rollinat, (Senart, 1923)
- L’Angelus, sur un poème de P. Courrière, 1912 (Senart, 1923)
- La Cornemuse, sur un poème de Maurice Rollinat, (1910), (Senart, 1923)

Musique théâtrale :
- L'anneau d'Isis, drame lyrique en 5 actes (1912)